# Stadion Lagator
Das Stadion Lagator (serbisch-kyrillisch Стадион Лагатор, voller Name: Fudbalski stadion Lagator) ist ein Fußballstadion in der serbischen Stadt Loznica, Okrug Mačva, im Westen des Landes; nahe der Grenze zu Bosnien und Herzegowina. Es ist die Heimspielstätte des Fußballvereins FK Loznica und bietet auf seinen vier überdachten Rängen 8030 Sitzplätze. Das Stadion ist Teil des Sportkomplexes der Stadt, zu dem u. a. die 1984 eröffnete Sporthalle Hala Lagator mit 2236 Plätzen und ein öffentliches Schwimmbad gehören.

## Geschichte
Das Gelände soll der Familie von Vuk Karadžić, Philologe und wichtigster Sprachreformer der serbischen Schriftsprache, gehört haben. Der Name Lagator ist eine Bezeichnung für einen militärischen Rang aus der osmanischen Zeit. Im Jahr 2019, der FK Loznica feierte sein 100-jähriges Bestehen, erstellte das Architekturbüro Pro-Ing studio einen Entwurf für ein modernes Fußballstadion in Loznica. Im Oktober 2020 folgte die Ausschreibung für das Bauprojekt. Das Angebot des Bieters lag über dem angesetzten Budget, doch Ende Dezember des Jahres wurden trotzdem die Verträge zum Bau unterzeichnet. Das Projekt profitierte von einem vom serbischen Staat aufgelegten Programm zur Verbesserung der Sportinfrastruktur im Land. Der Wert des Auftrags lag bei 3,6 Mrd. serbischen Dinar (etwa 30 Mio. Euro, drei Mrd. ohne Steuern). Der Hauptauftragnehmer war ein Konsortium aus den Unternehmen Termomont d.o.o. Beograd, Teming Electrotechnology d.o.o. Niš, MPP Jedinstvo ad Sevojno, Geourb group d.o.o. Beograd, Saša Milosavljević PR Centar za preventivni inženjering, projektovanje, edukaciju i savetovanje BP Consulting Kruševac, Tron Tex d.o.o. Novi Sad, CEP d.o.o. Beograd und Dim trade Beograd.
Mit den Abrissarbeiten an der alten Anlage wurde im März 2021 begonnen und im Monat darauf konnte der Bau des Stadions Lagator beginnen. In der Zwischenzeit wich der FK Loznica in das Stadion des nahegelegenen Dorfes Klupci, die Heimspielstätte des FK Radnički Klupci, aus. Die Fertigstellung war für den Februar 2023 geplant. Durch Probleme während des Baus, darunter Überschwemmungen auf dem Gelände und Bakterien, die den Spielfeldrasen befielen, verschob sich die Eröffnung in den Herbst des Jahres. Die Eröffnung wurde am 18. November 2023 mit dem Spiel des FK Loznica gegen den FK Vrelo Sport (3:2) gefeiert. Unter den Gästen befanden sich der Staatspräsident Aleksandar Vučić und Dragan Džajić, der Präsident des nationalen Fußballverbandes Fudbalski savez Srbije (FSS). Der Neubau wurde, leicht nach Norden versetzt, auf dem Grund des alten Gradski Stadion Lagator und den Trainingsplätzen errichtet. Das Gradski Stadion wurde nach dem Zweiten Weltkrieg errichtet und erhielt seine endgültige Form, bis zum Abriss, von 1989 bis 1997. Nach dem Neubau des Stadions sind weitere Baumaßnahmen, wie ein Leichtathletikstadion und ein olympisches Hallenschwimmbad, geplant.
Das Fudbalski stadion Lagator verfügt über vier Tribünen, die bis an den Spielfeldrand reichen. Die komplette Dachkonstruktion wird auf Säulen mit Kapitelle getragen. Trotz ihrer relativ niedrigen Höhe sind die Tribünen doppelstöckig angelegt. Die Ränge wurden mit Kunststoff-Klappsitzen bestückt, die in verschiedenen Blautönen mosaikartig angeordnet sind. Die Fassade ist mit weißen Lamellen verkleidet, was die Belüftung des Stadions wie des Rasens begünstigt. Unter dem weißen Stadiondach wurden die LED-Scheinwerfer des Flutlichts sowie die beiden die Videoanzeigetafeln (auf der Ost- und Südtribüne) montiert. Die Haupttribüne befindet sich auf der Westseite inklusive der V.I.P.-Logen und weiteren Einrichtungen. Auf dem Spielfeld mit einer Rasenheizung wurde ein Hybridrasen verlegt. Hinter der Südtribüne wurde, als Ersatz für die für den Bau genutzten Trainingsplätze, ein Kunstrasenplatz angelegt. Des Weiteren wurden neue Parkplätze um das Stadion Lagator gesachaffen. Die neue Heimat des FK Loznica erfüllt die Anforderungen der UEFA-Stadionkategorie 4.
Am 21. Mai 2024 war das Stadion Lagator Schauplatz des Endspiels des Serbischen Fußballpokals 2023/24. Der FK Roter Stern Belgrad besiegte den FK Vojvodina Novi Sad vor 7900 Zuschauern mit 2:1. Seit Mitte des Jahres beherbergt das Stadion Heimspiele des FK IMT Belgrad. Der Club stieg zur Saison 2023/24 in die SuperLiga auf. Das Stadion FK IMT besitzt nur etwa 1150 Zuschauerplätze.
Das Stadion Lagator ist als eines von vier serbischen Stadien für die U-21-Fußball-Europameisterschaft 2027 in Serbien und Albanien vorgesehen. Durch das Förderprogramm des Staates wurden auch das Stadion Dubočica in Leskovac, das Stadion Kraljevica in Zaječar errichtet und das bestehende Stadion Karađorđe in Novi Sad modernisiert. Alle drei Anlagen sind ebenfalls als Spielort der Europameisterschaft eingeplant.

## Galerie

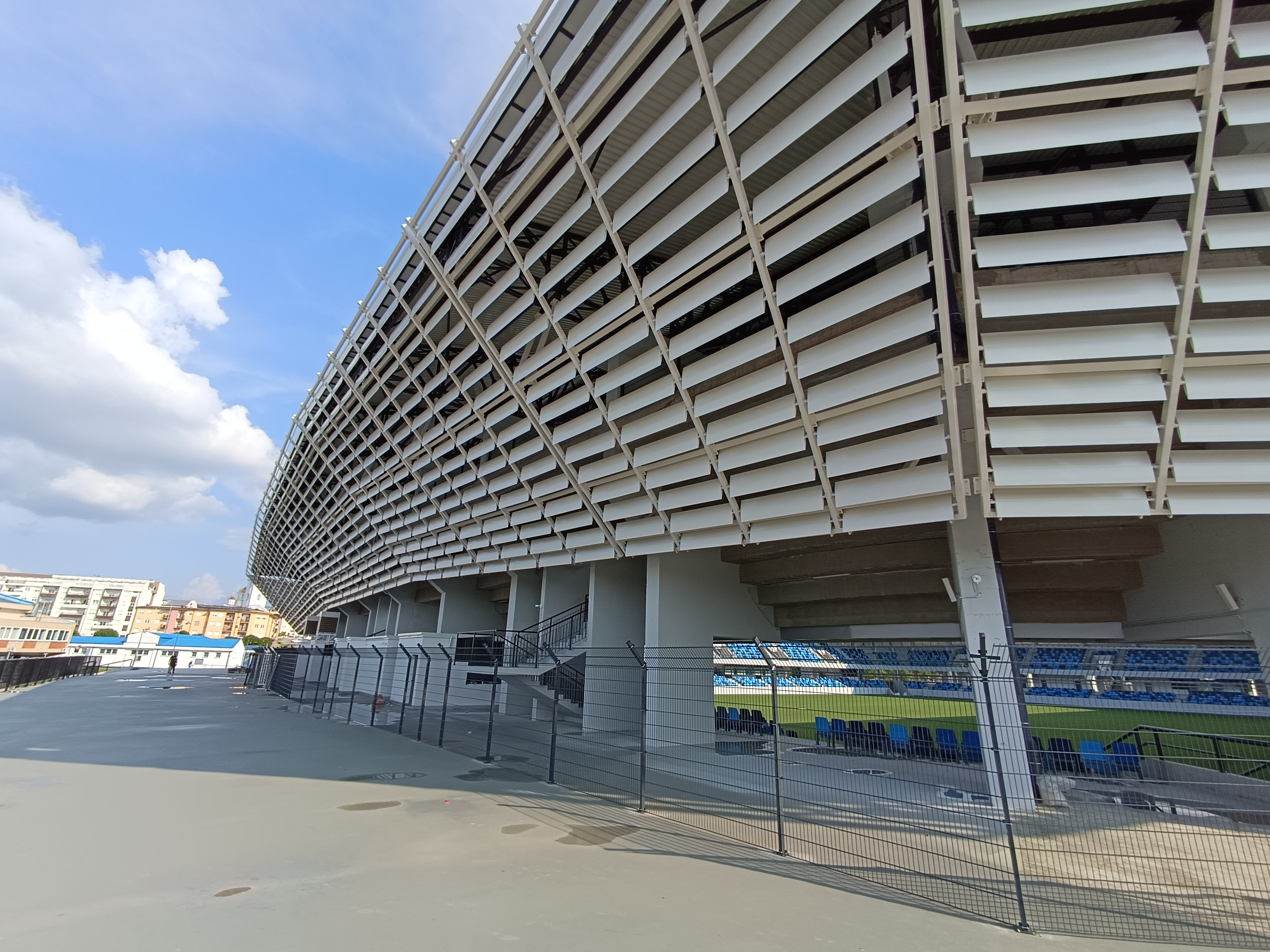
Blick auf die Fassade (Mai 2023)
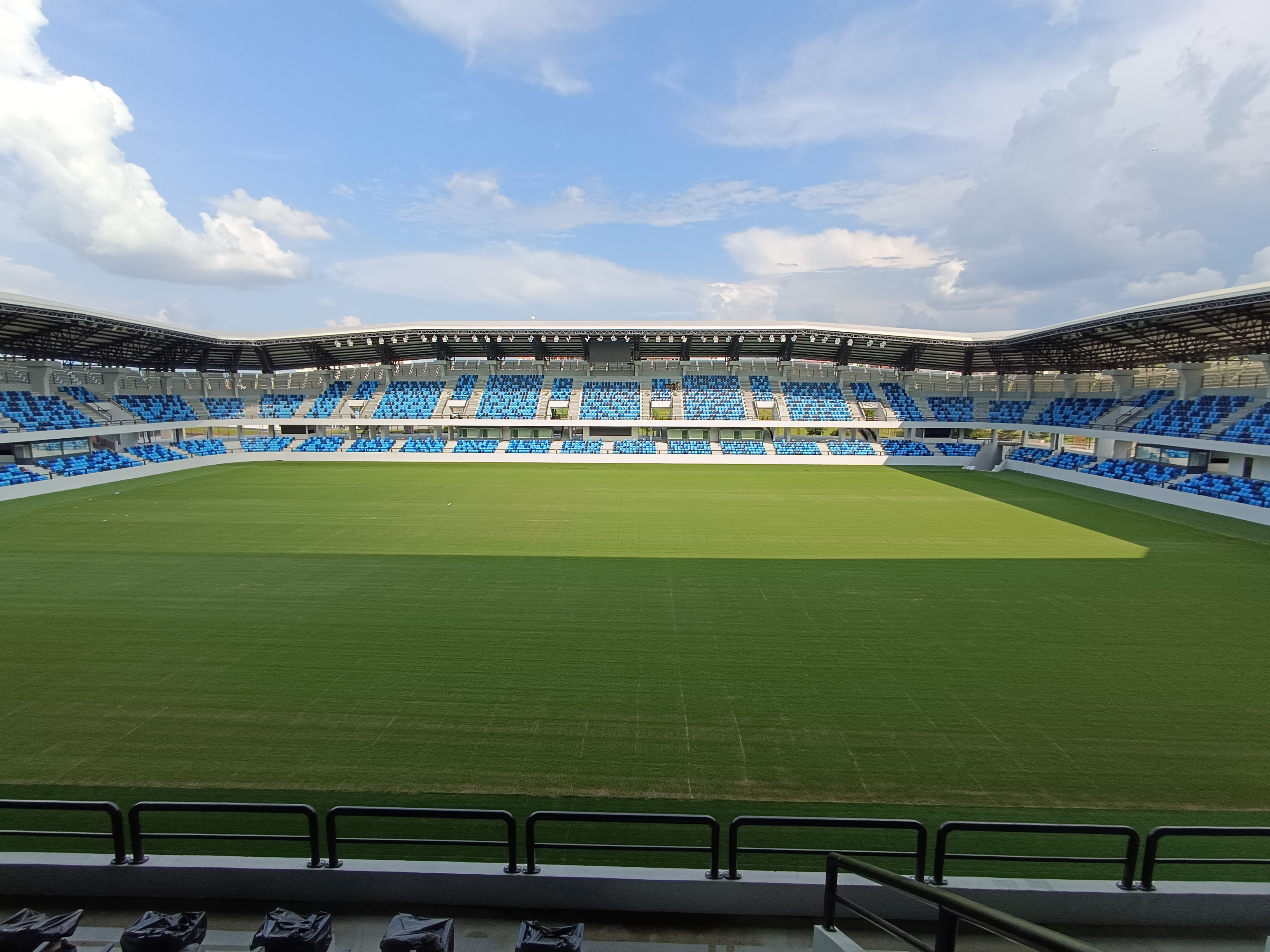
Blick von der Haupttribüne (Mai 2023)
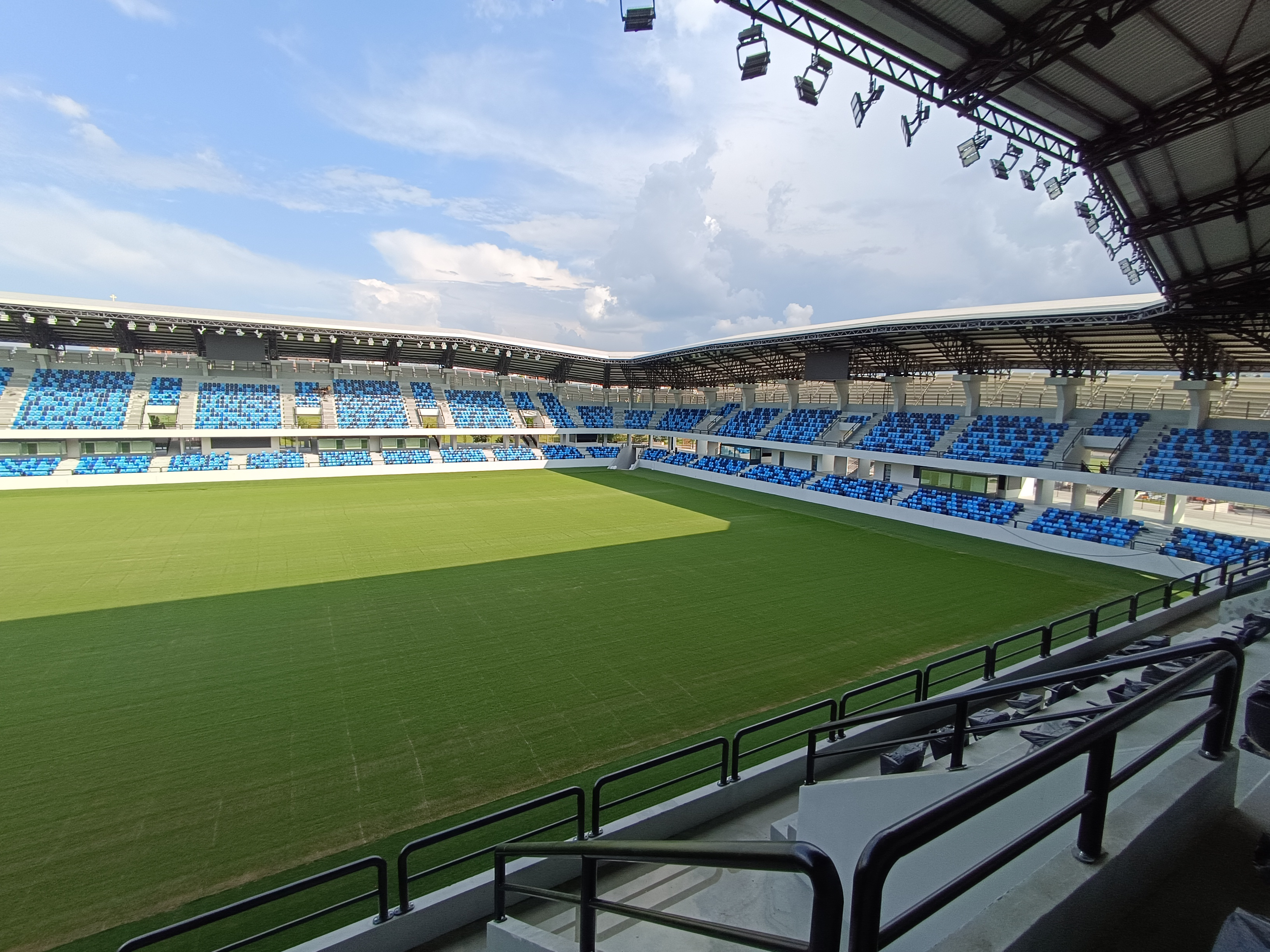
Blick von der Haupt- auf die Südtribüne (Mai 2023)
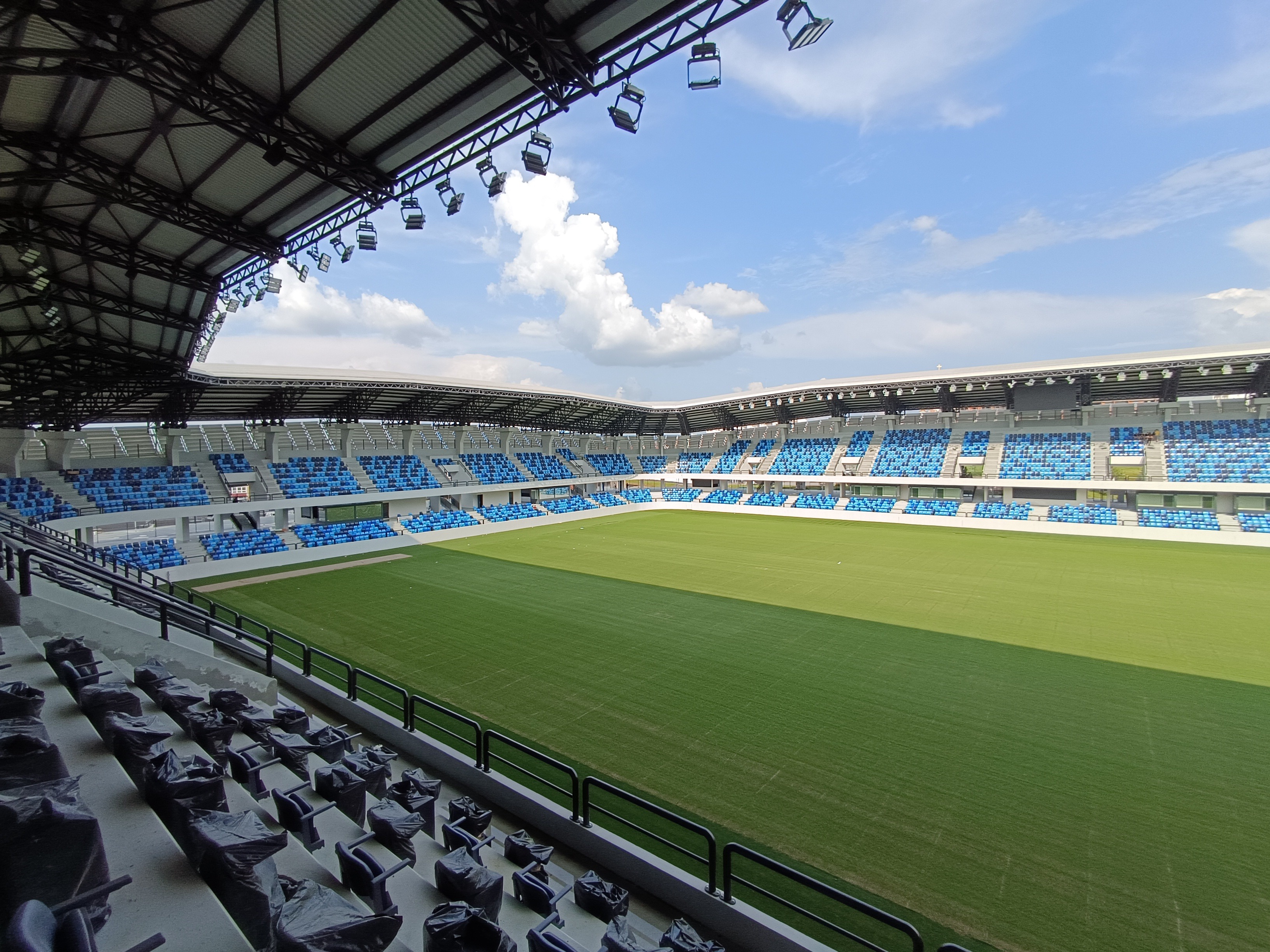
Blick von der Haupt- auf die Nordtribüne (Mai 2023)
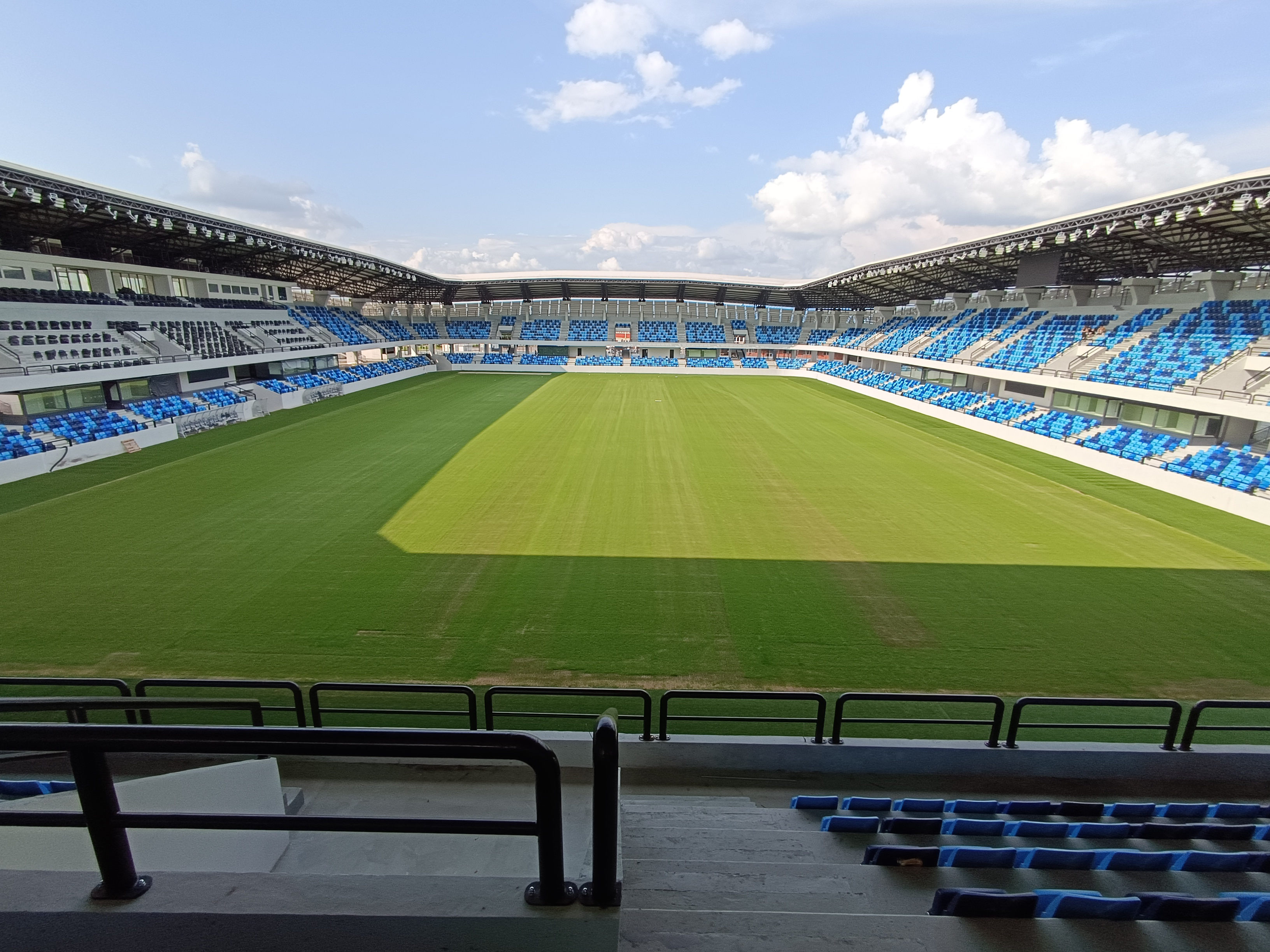
Blick von der Süd- auf die Nordtribüne (Mai 2023)
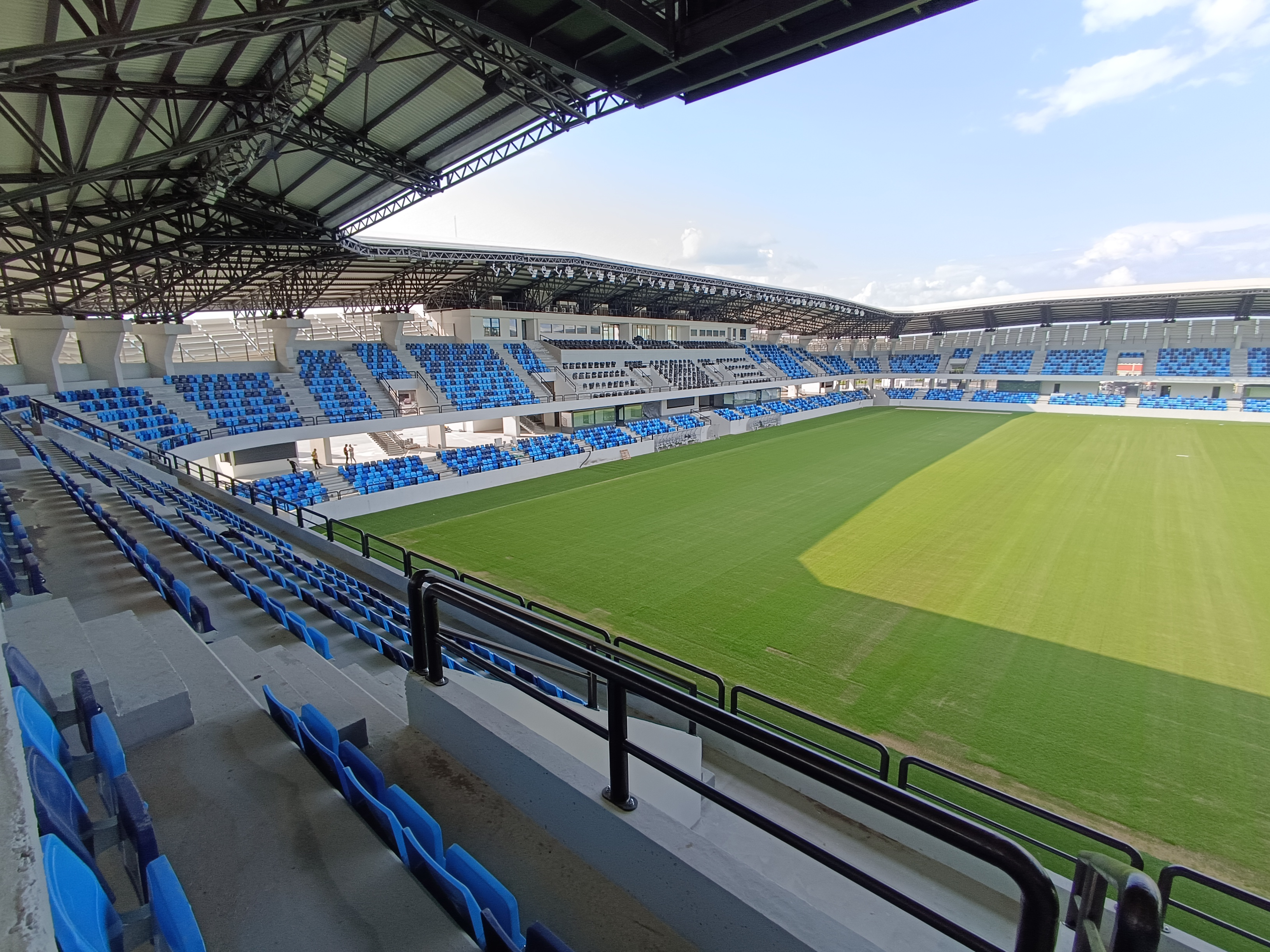
Blick auf die Haupt- von der Südtribüne (Mai 2023)
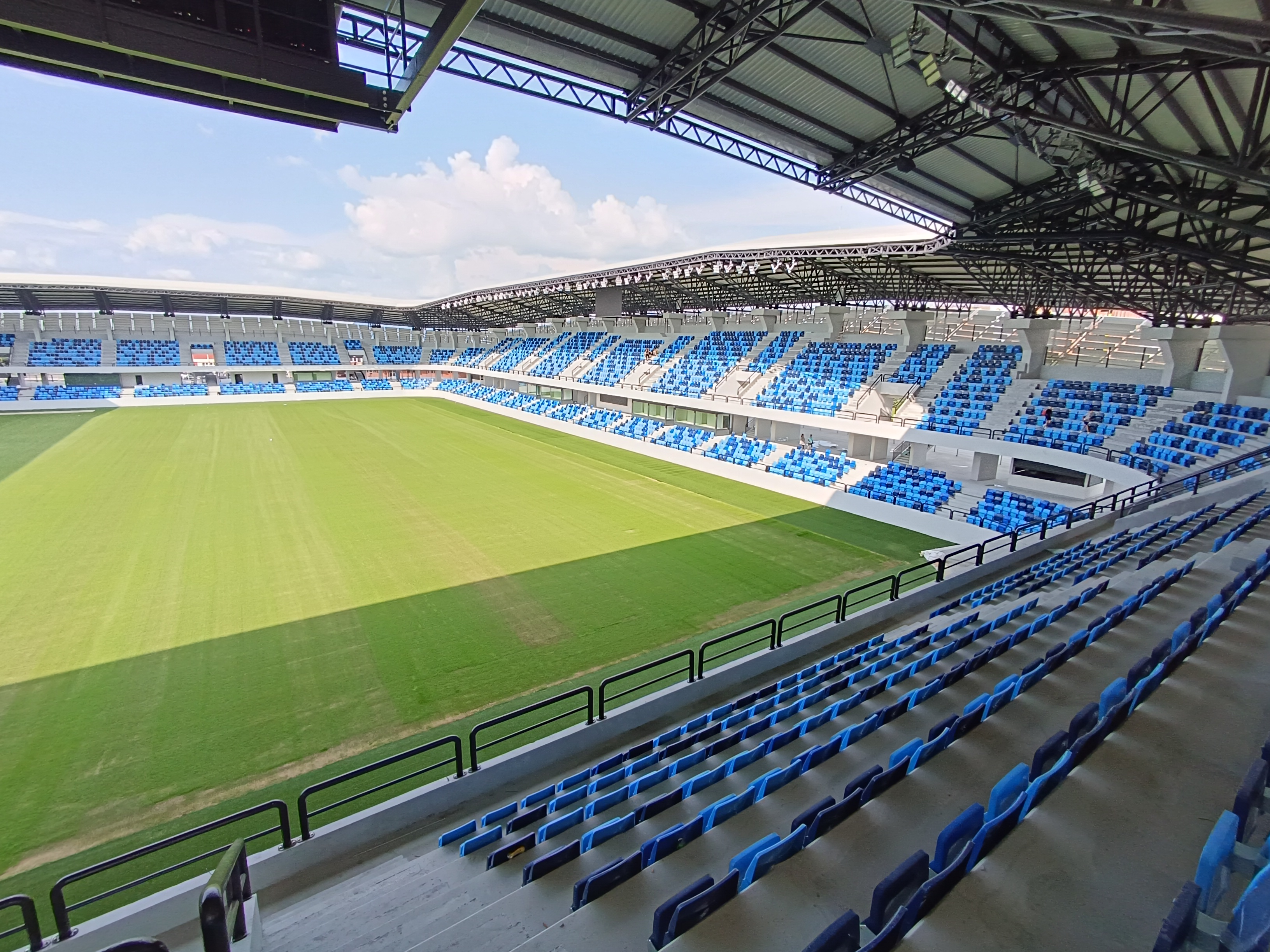
Blick auf die Gegentribüne (Mai 2023)